# رندی ویلیامز
رندی ویلیامز (انگلیسی: Randy Williams؛ زادهٔ ۲۳ اوت ۱۹۵۳) ورزشکار پرش طول اهل ایالات متحده آمریکا بود.
وی در مسابقات کشوری و بین‌المللی در مجموع برندهٔ ۱ مدال طلا، ۱ مدال نقره شده‌است.